# Kike García de la Riva
Kike García de la Riva (Santa Coloma de Gramenet, Barcelona 1981), més conegut com Kike García, és un humorista, monologuista, satirista i empresari català. És el cofundador del diari satíric El Mundo Today i copresentador del programa El Mundo Today Podcast. Quan actua com a monologuista és conegut com Kike Cómico.

## Biografia
Kike va néixer a Santa Coloma de Gramenet l'any 1981, va estudiar Filosofia a la Universitat de Barcelona, on va conèixer el seu futur company Xavi Puig i Comunicació Audiovisual a la Universitat Ramon Llull.

## Trajectòria
Va començar una revista humorística de filosofia anomenada Esponjiforme.com juntament amb Xavi Puig i després van seguir amb el portal satíric El Mundo Today el febrer de 2009, que actualment és el web humorístic de referència a Espanya. Han produït vídeos amb El Terrat, un programa propi a la Cadena SER i seccions a Hoy por Hoy i a Morning 80, de M80 Radio. Actualment copresenta un podcast sobre notícies d'actualitat.
Ha estat convidat a programes de televisió com Late Motiv, d'Andreu Buenafuente. Va fundar una escola en línia l'any 2020 anomenada Lallamaschool en què ell mateix i altres professionals de la comèdia i la televisió d'Espanya ofereixen cursos sobre literatura satírica, monòlegs, història de la comèdia, i altres disciplines artístiques. A més, presenta un podcast anomenat Jazz y Chistes de periodicitat irregular, tot i que en nombroses ocasions publicat la nit de cap d'any.

## Cinema
| Any  | Títol         | Paper     | Notes  |
| ---- | ------------- | --------- | ------ |
| 2018 | Superlópez    | Cameo     |        |
| 2021 | Loco por ella | Luis/Kike | [ 11 ] |

## Llibres
- El coño de la Bernarda es declarado patrimonio de la humanidad: y otras noticias de El Mundo Today (La Esfera de los Libros, 2012) coescrit amb Xavi Puig.[12]
- Historia, el libro (2017) coescrit amb Xavi Puig.[13]
- Constitución española: edición ampliada y corregida por El Mundo Today (2019) coescrit amb Xavi Puig y Javier Ramos, e il·lustrat per María Ley.[14]
- El Horóscopo de El Mundo Today. Tu futuro de ayer, hoy y mañana (2022) coescrit amb Xavi Puig y Javier Ramos.[15]